# عرمتى
عرمتى هي إحدى القرى اللبنانية من قرى قضاء جزين في محافظة الجنوب.

## التسمية
لفظة عرمتى مشتقة من السريانية ܥܪܡܬܐ (مؤنث ܥܪܡܐ) وتعني «عرمة القمح» أو «كومة الحجارة». والاحتمال الأول يشير إلى أن أراضي البلدة كانت تزرع بالقمح والخيرات، فأصبحت مركزاً تكوم فيه غمار القمح التي يحصدها الفلاح بالمنجل بيمينه ثم يحضنها إلى قلبه بيساره، وهذا ما يؤكده وجود منطقة فيها تسمى البيادر.

## وصلات خارجية
لمزيد من الإطلاع على أحوال هذه البلدة اللبنانية مراجعة رابط
موقع بلدة عرمتى